# Taytay (Palawan)
Taytay è una municipalità di prima classe delle Filippine, situata nella Provincia di Palawan, nella regione di Visayas Occidentale.
Tayatay è formata da 31 baranggay:
- Abongan
- Alacalian
- Banbanan
- Bantulan
- Baras (Pangpang)
- Batas
- Bato
- Beton
- Busy Bees
- Calawag
- Casian
- Cataban
- Debangan
- Depla
- Libertad
- Liminangcong

- Meytegued
- Minapla
- New Guinlo
- Old Guinlo
- Paglaum
- Paly (Paly Island)
- Pamantolon
- Pancol
- Poblacion
- Pularaquen (Canique)
- San Jose
- Sandoval
- Silanga
- Talog
- Tumbod